# Cassidy (nome)
Cassidy  è un nome proprio di persona inglese maschile e femminile.

## Varianti
- Maschili:
  - Ipocoristici: Cass[2][3]
- Femminili: Kassidy[2]
  - Ipocoristici: Cass[2][3], Cassie[2][1][3], Cassy[3]

## Origine e diffusione
Riprende l'omonimo cognome irlandese, forma anglicizzata di Ó Caiside, che vuol dire "discendente di Caiside". Caiside è un nome irlandese antico di origine incerta, generalmente ricondotto a cas ("arricciato", "ritorto", e anche "ingegnoso", "furbo") combinato con il suffisso personale -idhe, quindi "persona dai capelli ricci" o "persona furba"; in alternativa, potrebbe anche deriva da cais ("amore") combinato con il suffisso plenario -de, quindi "pieno di amore".
Attestato come nome dal XIX secolo, prima degli anni settanta era comunque molto raro; durante gli anni ottanta divenne relativamente comune, e raggiunse la sua massima popolarità negli anni novanta.

## Persone

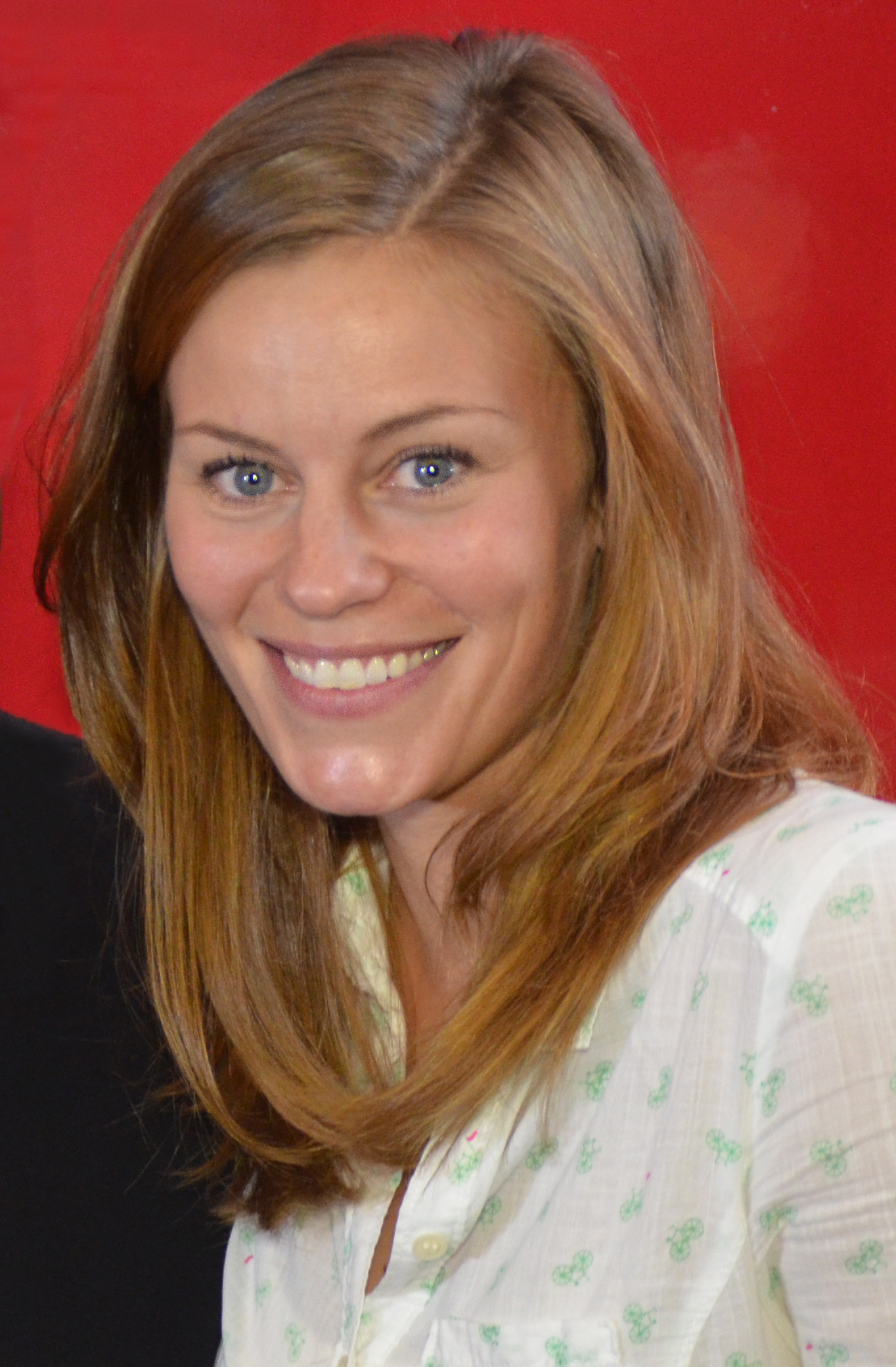
Cassidy Freeman

### Femminile
- Cassidy Baird, pallavolista statunitense
- Cassidy Freeman, attrice e cantante statunitense
- Cassidy Gifford, attrice statunitense
- Cassidy Gray, sciatrice alpina canadese
- Cassidy Hutchinson, funzionaria statunitense
- Cassidy Janson, attrice e cantante inglese
- Cassidy Krug, tuffatrice statunitense
- Cassidy Lichtman, pallavolista e allenatrice di pallavolo statunitense
- Cassidy Pickrell, pallavolista statunitense
- Cassidy Rae, attrice statunitense

### Maschile
- Cassidy, rapper statunitense
- Cassidy Anderson, pilota motociclistico statunitense

## Il nome nelle arti
- Cassidy è un personaggio della serie Pokémon.
- Cassidy è un personaggio dell'omonimo film del 1917, diretto da Arthur Rosson.
- Cassidy è uno dei protagonisti della serie a fumetti Preacher, e dell'omonima serie televisiva da essa tratta.
- Cassidy è il nome della vittima che possiede Golden Freddy della serie Five Nights at Freddy's.
- Cassidy è un personaggio del videogioco Life Is Strange 2.
- Cassidy Casablancas è un personaggio della serie televisiva Veronica Mars.
- Cassidy Phillips è un personaggio della serie televisiva Lost.
- Cassidy Sharp è un personaggio della serie televisiva This is Us.
- Cole Cassidy è un personaggio del videogioco Overwatch.
- Kasidy Danielle Yates è un personaggio della serie televisiva Star Trek: Deep Space Nine[1].